# Zone de la mort de Yellowstone

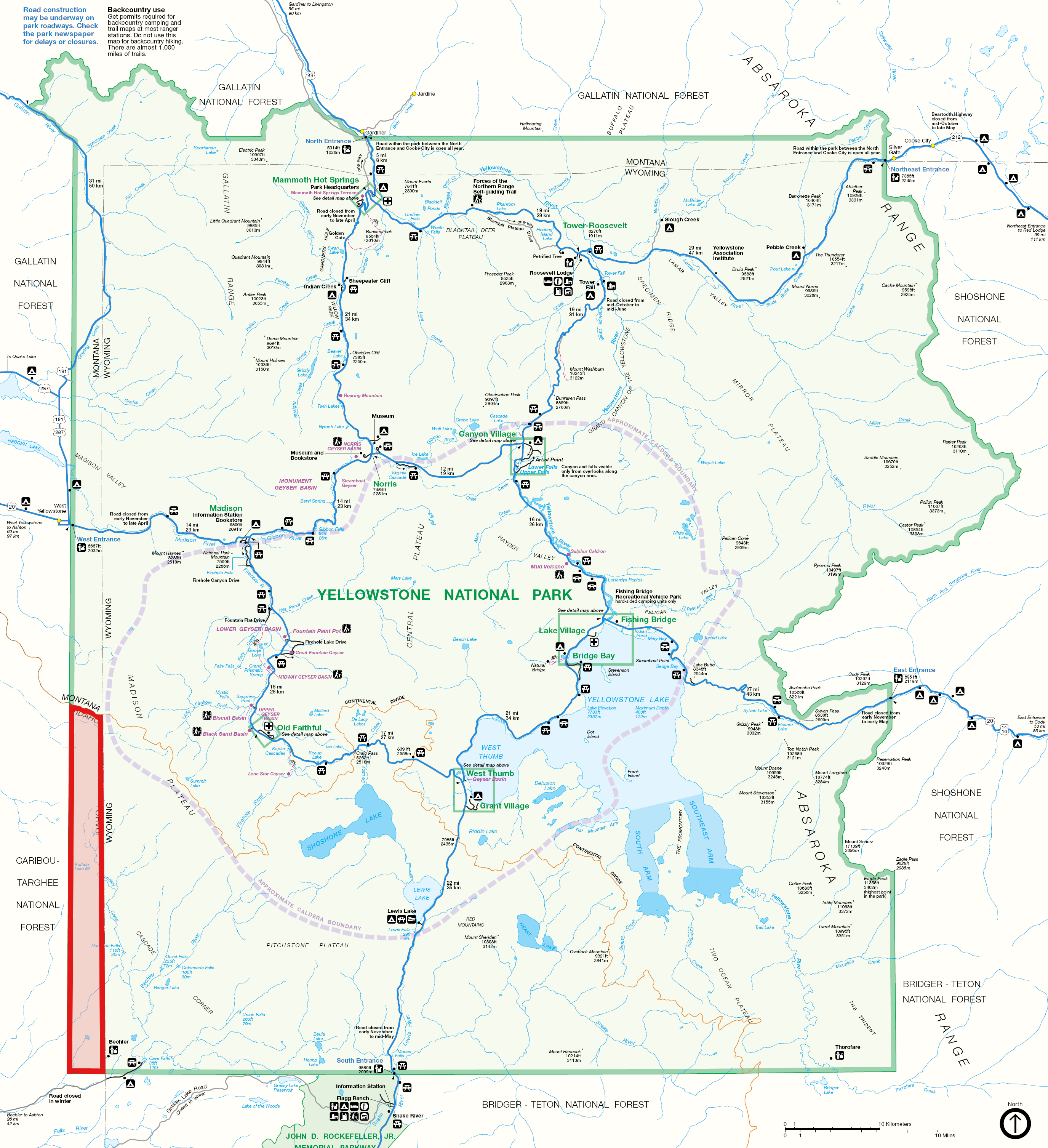
La zone de la mort (en rouge) est définie par l'endroit où les frontières du parc national de Yellowstone (surlignées en vert) chevauchent les frontières de l'Idaho, dans le coin sud-ouest du parc.

La zone de la mort de Yellowstone, (Yellowstone Zone of Death) est le nom donné à une portion de 130 km2 du parc national de Yellowstone, située en Idaho, dans laquelle, à cause d'une prétendue lacune dans la Constitution des États-Unis, un criminel pourrait théoriquement commettre n'importe quel crime, meurtre inclus, sans être condamné,.

## Vide juridique
La Cour de district des États-Unis pour le district du Wyoming (en) est actuellement la seule Cour de district des États-Unis à avoir juridiction sur plusieurs États. Cela est dû au fait que sa juridiction comprend tout le parc national de Yellowstone, qui s'étend légèrement au-delà des limites du Wyoming, dans l'Idaho et le Montana. En outre, selon le principe de la juridiction exclusive (en), seules les lois du gouvernement fédéral américain s'appliquent à Yellowstone, à l'exclusion de la législation des autres États. 
Les procès devant la Cour de district ont normalement lieu au palais de justice fédéral de Cheyenne (Wyoming). Cependant, le sixième amendement de la Constitution des États-Unis exige que les jurys dans les affaires pénales fédérales soient composés de citoyens qui proviennent à la fois du district et de l'État dans lequel le crime a été commis. Pour cette raison, un crime qui aurait été commis dans la zone du parc situé dans l'Idaho devrait être jugé par un jury composé uniquement de résidents de cette zone, le procès devant également y avoir lieu. Comme la partie située dans l'Idaho du parc n'a pas de tribunal et est inhabitée, aucun jury conforme aux prescriptions constitutionnelles ne peut être constitué. Ainsi, l'accusé, n'étant pas en mesure de bénéficier d'un procès équitable, ne pourrait être effectivement poursuivi pour un crime.

## Découverte
Ce vide juridique constitutionnel a été découvert par le professeur de droit de l'université d'État du Michigan Brian C. Kalt, alors qu'il envisageait d'écrire un article sur les aspects techniques du sixième amendement, qui donne droit à un procès équitable et rapide. Kalt a imaginé un endroit où il n'y aurait pas assez de citoyens éligibles pour former un jury et a théorisé qu'il ne pourrait y avoir aucun procès et donc aucune punition pour les crimes majeurs dans cet endroit. Par la suite, il a réalisé qu'un tel endroit existait vraiment : la portion située en Idaho du parc national de Yellowstone. Alarmé par sa découverte, Kalt a concentré son article sur la région pour inciter le gouvernement à combler ce vide. L'essai, intitulé The Perfect Crime (Le Crime parfait), a été publié en 2005 dans le Georgetown Law Journal. Kalt craignait que des criminels ne lisent l'article et commettent un crime dans la zone avant que la lacune juridique ne soit corrigée.

## Histoire
Après sa découverte, Brian Kalt a milité pour que le gouvernement comble ce vide juridique. Il a suggéré au législateur du Wyoming que cette « zone de la mort » soit incluse dans la juridiction du tribunal de district fédéral de l'Idaho au lieu de celui du Wyoming, ce qui réglerait le problème. Cependant, les parlementaires ont ignoré la suggestion de Kalt. En 2007, l'auteur C. J. Box a écrit un roman intitulé Free Fire (publié en français sous le titre Zone de tir libre) présentant la zone ; il espérait attirer l'attention sur le sujet. Le roman a réussi à alerter le sénateur Mike Enzi du Wyoming sur la question ; Enzi n'a pas réussi à convaincre le Congrès d'en discuter. 
Aucun crime connu n'a été commis dans la zone de la mort depuis la découverte de Kalt. Cependant, Michael Belderrain, un braconnier, a abattu illégalement un wapiti dans la section sur le Montana de Yellowstone. Bien que cette section du parc ait suffisamment de résidents pour former un jury, il pourrait être difficile d'en constituer un qui soit impartial à cause des distances entre les gens et leur motivation à participer. Un juge fédéral a ainsi décidé que Belderrain pouvait être jugé par le tribunal de district du Wyoming, malgré le problème posé par le 6e amendement. Belderrain s'est défendu en citant l'article de Kalt « The Perfect Crime » pour expliquer pourquoi il pensait qu'il était illégal d'avoir son procès avec un jury d'un État autre que celui où le crime avait été commis. Le juge n'a pas suivi l'opinion de Belderrain, mais celui-ci a plaidé coupable et a négocié sa peine ; la question n'a pas été résolue.